# 劉知名
劉知名（英語：Lau Chi Ming，1988年11月29日—），前香港空手道精英運動員，2021香港傑出運動員。其妹劉慕裳同為香港空手道運動員。

## 簡歷
畢業於香港浸會大學傳理學院公關及廣告系，他因當時看到劇集《撻出愛火花》，劇中提及柔道，但屋企附近只有空手道班，年小的他又覺得分別不大，只見空手道道袍和腰帶跟柔道的相似，那就開始了。
2021年12月25日衛生防護中心公佈劉知名證實確診新型冠狀病毒，並帶有N501Y及T478K。
2024年8月1日，劉知名於社交媒體上宣布退役，結束12年的全職運動員生涯。

## 個人榮譽
- 香港傑出運動員 2021
- 中國香港空手道總會幼苗計畫 助教
- 第五屆東亞空手道錦標賽2015 東亞大使
- 全國青少年空手道錦標賽2017 助理教練 （香港隊於賽事共獲得12金6銀8銅）
- 陳強JR@香港電影《空手道》2017

- ViuTV《體育係..》主持

### 2016年[2]
- 第二十三屆世界空手道錦標賽- 奧地利[3]  個人套拳 第七名
- 世界空手道超級聯賽- 奧地利分站[3]  隊際套拳 金牌  個人套拳 第五名
- 世界空手道超級聯賽- 杜拜分站  隊際套拳 銀牌
- 世界空手道超級聯賽- 荷蘭分站  隊際套拳 銀牌
- 空手道一級世界盃- 斯洛文尼亞  個人套拳 第五名

### 2015年[2]
- 世界空手道超級聯賽- 奧地利分站  個人套拳 第七名
- 第五屆東亞空手道錦標賽- 香港  隊際套拳 銀牌

### 2014年[2]
- 空手道一級世界盃- 斯洛文尼亞  個人套拳 金牌
- 世界空手道超級聯賽- 荷蘭分站  個人套拳 第五名

### 2013年[2]
- 世界空手道超級聯賽- 奧地利總決賽  個人套拳 第五名
- 世界空手道超級聯賽- 俄羅斯分站  個人套拳 銅牌

### 2012年[2]
- 世界空手道超級聯賽- 奧地利總決賽  個人套拳 第五名
- 第八屆世界大學生空手道錦標賽- 斯洛伐克  個人套拳 第五名
- 全國空手道錦標賽  個人套拳 銀牌

### 2011年[2]
- 全國空手道錦標賽  個人套拳 銀牌